# Larestan
Larestan (persisch لارستان) ist ein Verwaltungsbezirk (šahrestān) in der Provinz Fars, Iran. Das Verwaltungszentrum befindet sich in der gleichnamigen Stadt Lar. Bei der Volkszählung 2006 betrug die Bevölkerungszahl 42.235 Personen.

## Belege
1. ↑  Census of the Islamic Republic of Iran, 1385 (2006). (Excel) Iran, archiviert vom Original am 11. November 2011; abgerufen am 18. Juni 2015 (persisch).

Koordinaten: 27° 21′ N, 53° 11′ O